# 质谱法

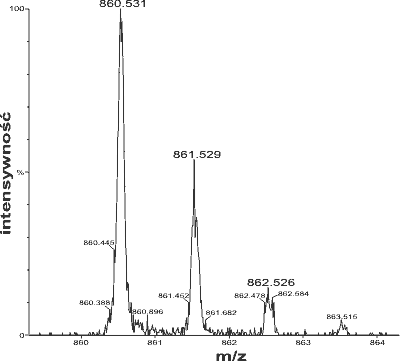
质谱的一个例子。一种肽(缩氨酸)的质谱，显示其同位素分布。横轴是m/z，纵轴是相对离子强度。

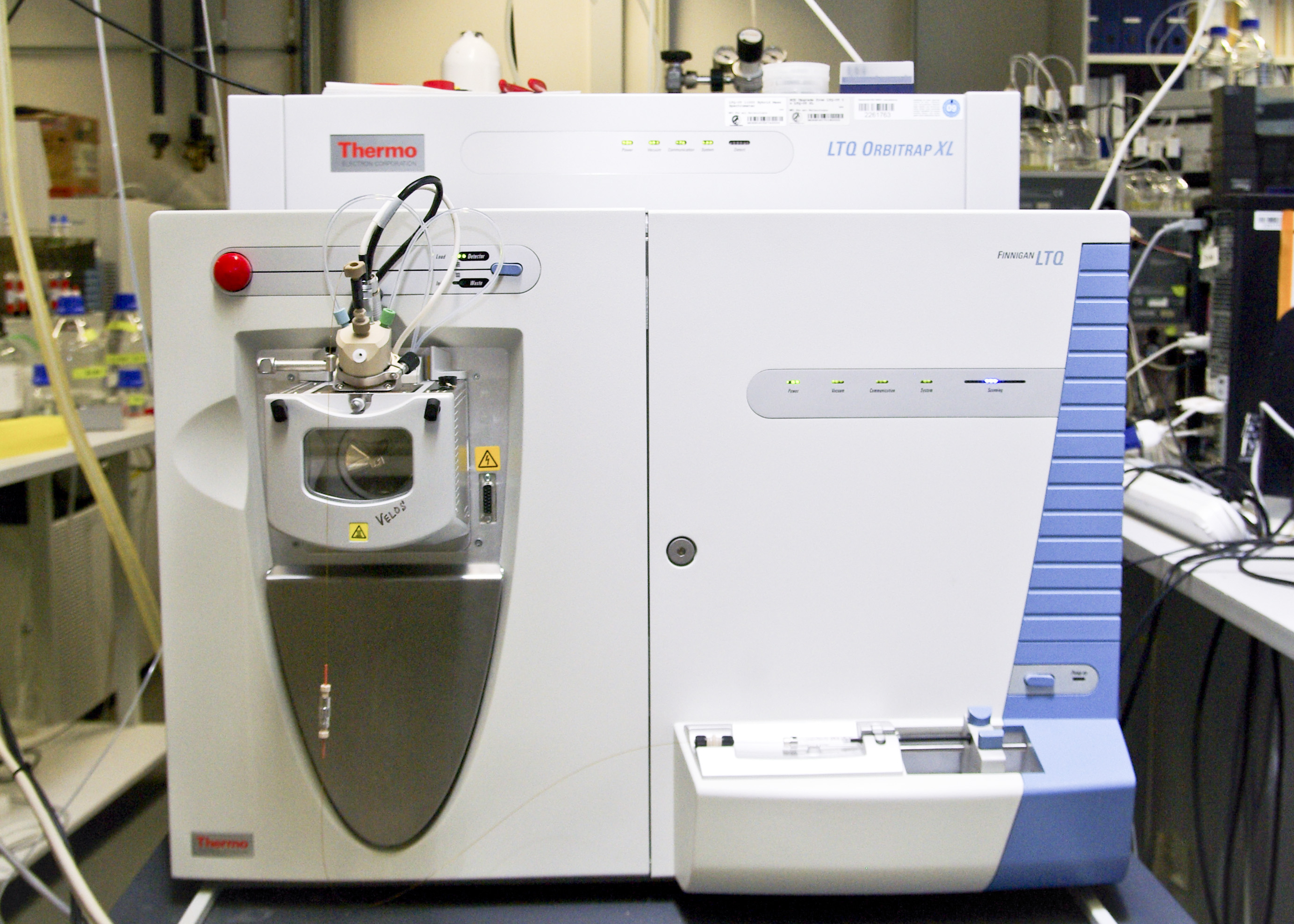
Orbitrap 质谱仪

质谱（德語：Massenspektrometrie，缩写：MS）是一种电离化学物质并根据其质荷比（质量-电荷比）对其进行排序的分析技术。简单来说，质谱测量样品内化学物质的质量。 质谱法被用于许多不同领域，并被用于纯样品和复杂混合物的检测。
质谱是离子訊号作为质荷比的函数的曲线图。这些频谱被用于确定样品的元素或同位素，颗粒和分子的质量，并阐明分子的化学结构，如肽和其他化合物。
在典型的质谱法中，可以是固体，液体或气体的样品被电离，例如用电子轰击它。 这可能导致一些样品的分子破碎成带电的碎片。 然后，这些离子根据其质荷比被分离，通常通过加速它们并使其经受电场或磁场：相同质荷比的离子将经历相同数量的偏转。离子通过能够探测带电粒子的机制被探测到，例如一个电子倍增管。 结果被显示为作为质荷比的函数的已经探测离子的相对丰度的频谱。 样品中的原子或分子可以通过将已知质量与鉴定的质量相关联或通过特征分解模式来鉴定。

## 历史

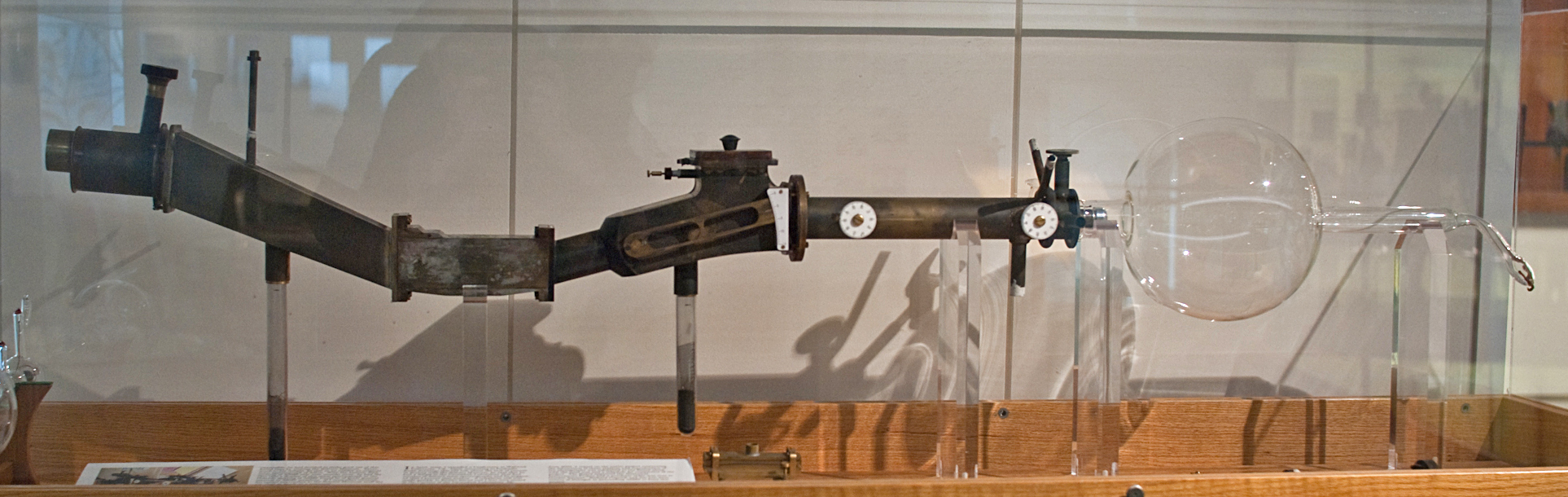
早期（J.J. 汤姆森第三台）质谱仪的复制品。

在1886年，欧根·戈尔德斯坦（Eugen Goldstein）观察到在低压下排放的气体中的光线，该离子从阳极出发，通过穿孔阴极中的通道，与负电荷的阴极射线（从阴极到阳极的方向）相反。 戈尔德斯坦称这些带正电的阳极射线为“Kanalstrahlen”; 将这个术语的标准翻译成英文是“阳极射线（canal rays）”。威廉·维恩（Wilhelm Wien）发现强电场或磁场使阳极射线偏转，并于1899年建成了一个具有平行电场和磁场的装置，根据电荷-质量比（Q / m）将阳极射线分离。 维恩发现电荷与质量比取决于放电管中气体的性质。 英国科学家J.J. 汤姆森后来通过降低生成质谱仪的压力来改进了维恩的工作。

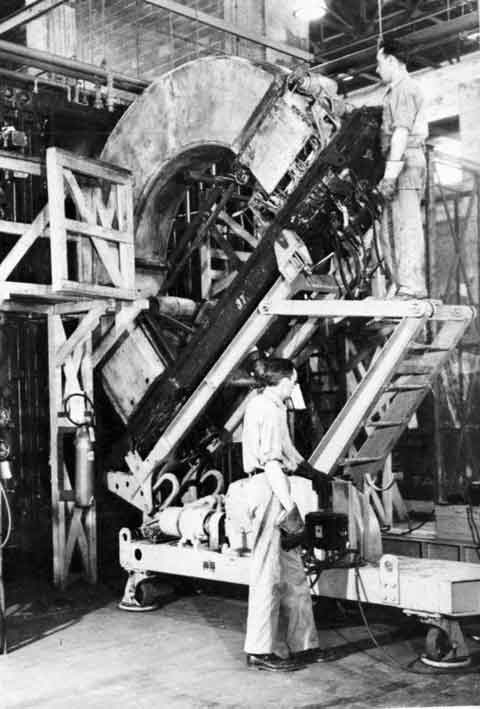
在曼哈顿项目中，电磁型同位素分离器(Calutron)质谱仪被用于铀的浓缩。

第一台质谱仪是英国科学家弗朗西斯·阿斯顿于1919年制成的。阿斯顿用这台装置发现了多种元素同位素，研究了53个非放射性元素，发现了天然存在的287种核素中的212种，第一次证明原子质量亏损。阿斯顿为此荣获1922年诺贝尔化学奖。
为人所知的扇形质谱仪电磁型同位素分离器(Calutron)是由物理学家欧内斯特·劳伦斯(Ernest O. Lawrence)开发，用于在曼哈顿项目中分离铀的同位素。Calutron质谱仪用于第二次世界大战期间建立的田纳西州橡树岭的Y-12工厂的铀浓缩。
1989年，诺贝尔物理学奖的一半被授予汉斯·德默尔特（Hans Dehmelt）和沃尔夫冈·保罗（Wolfgang Paul）在1950年代与1960年代开发离子阱技术。
2002年，诺贝尔化学奖被授予约翰·贝内特·芬恩（John Bennett Fenn），由于他开发的电喷雾电离（ESI），和田中耕一（Koichi Tanaka），由于他开发的软激光脫附（Soft laser desorption，SLD）及其在生物大分子，特别是蛋白质的电离中的应用。

## 原理
用來測量質譜的儀器稱為質譜儀，可以分成三個部分：離子化器（離子化源）、質量分析器與偵測器。其基本原理是使试样中的成分在离子化器中发生电离，生成不同荷质比的带正电荷离子，经加速电场的作用，形成离子束，进入质量分析器。在质量分析器中，再利用电场或磁场使不同荷質比的離子在空間上或時間上分離，或是通過過濾的方式，将它们分别聚焦到偵測器而得到质谱图，从而獲得质量與濃度(或分壓)相關的圖譜。
質譜儀由工作原理的不同可區分如下：

### 按电离方式區分
- 电子碰撞质谱
- 化学电离质谱
- 光电离质谱
- 阈值电离质谱

### 按质量分析方式區分
从质谱仪所用的质量分析器的不同，把质谱仪分为双聚焦质谱仪、四极柱质谱仪、飞行时间质谱仪、离子阱质谱仪、傅立叶变换质谱仪、傅里叶变换离子回旋共振质谱仪等。
- 静电磁扇区质谱
- 四极质谱
- 飞行时间质谱

飞行时间分析器使用电场以在相同的势下加速离子，进而测量离子到达检测器所需时间。如果所有粒子都具有相同的电荷，则它们的动能将会是相同的，其速度仅同质量相关。质量较低的离子会率先到达检测器。然而，实际上，即便具有相同质荷比的粒子也会在不同时间到达检测器，其原因是初始速度不尽相同。初始速度往往和粒子的质量无关，并且会最终转变为终速度的差异。因此，具有相同质荷比的离子会在一小段时间范围内抵达检测器，从而导致粒子数-质荷比图中峰的增宽，但通常而言不会改变峰中心线的位置，因为对初速度的平均会得到零（相对一同分析的其他粒子）。为解决这一问题，人们提出了用延时聚焦/延时提取和飞行时间质谱耦合使用。
- 离子阱质谱
- 傅里叶变换离子回旋共振质谱法

## 质谱仪的种类
质谱仪种类非常多，从应用角度，质谱仪可以分为下面几类：

### 有机质谱仪
由于应用特点不同又分为：
- 气相層析-质谱联用仪（GC-MS）在这类仪器中，由于质谱仪工作原理不同，又有气相層析-四极质谱仪，气相層析-飞行时间质谱仪，气相層析-离子阱质谱仪等。
- 液相層析-质谱联用仪（LC-MS）同样，有液相層析-四极质谱仪，液相層析-离子阱质谱仪，液相層析-飞行时间质谱仪，以及各种各样的液相層析-质谱-质谱联用仪。
- 其他有机质谱仪，主要有：基质辅助雷射解析飞行时间质谱仪（MALDI-TOFMS），傅立葉变换质谱仪（FT-MS）

### 无机质谱仪
- 火花源双聚焦质谱仪。
- 电感耦合等离子体质谱法（ICP-MS）。
- 二次离子质谱仪（SIMS）
- 辉光放电质谱仪（GDMS）

但以上的分类并不十分严谨。因为有些仪器带有不同附件，具有不同功能。例如，一台气相層析-双聚焦质谱仪，如果改用快原子轰击电离源，就不再是气相層析-质谱联用仪，而称为快原子轰击质谱仪（FAB MS）。另外，有的质谱仪既可以和气相層析相连，又可以和液相層析相连，因此也不好归于某一类。在以上各类质谱仪中，数量最多，用途最广的是有机质谱仪。

### 生物质谱分析
生物质谱分析（Biological mass spectrometry）是以质谱分析技術用于精确测量生物大分子，如蛋白质，核苷酸和糖类等的分子量，并提供分子结构訊息。对存在于生命复杂体系中的微量或痕量小分子生物活性物质进行定性或定量分析。
一般的方法有：
- 电灑電離质谱，
- 基质辅助雷射解析电离质谱，
- 快原子轰击质谱，
- 离子喷雾电离质谱，
- 大气压电离质谱。

## 偵測器

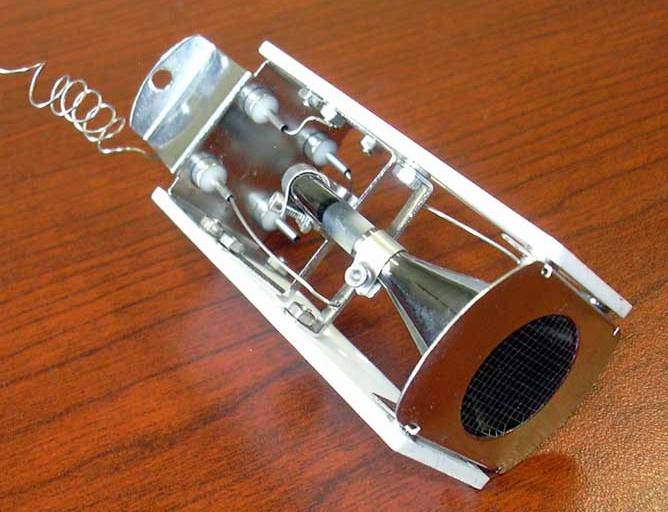
一个连续倍增极的粒子倍增检测器。

质谱仪的最后元件是偵測器。当离子经过或击中偵測器表面时，偵測器记录感应电荷或者产生的电流。
質譜儀的偵測器依質量分析器的種類而有所不同。傳統上，離子數量較多或者分析區真空度低時可使用法拉第杯，而當離子數量低且真空度高時可使用電子倍增管或微通道板來偵測。在現代質譜儀中，電子倍增管常搭配靜電磁扇分析器、四極分析器、離子阱分析器使用，而微通道板則搭配飛行時間分析器使用。比較特別的是，傅立葉轉換質量分析器因為必須偵測離子週期性運動的頻率，所以必須採取非破壞性的感應電荷偵測器。

## 与质谱联用的分离技术
一个重要的增强质量解析和质谱测定质谱能力使用它亦随色谱和其他分离技术。

### 气相色谱法

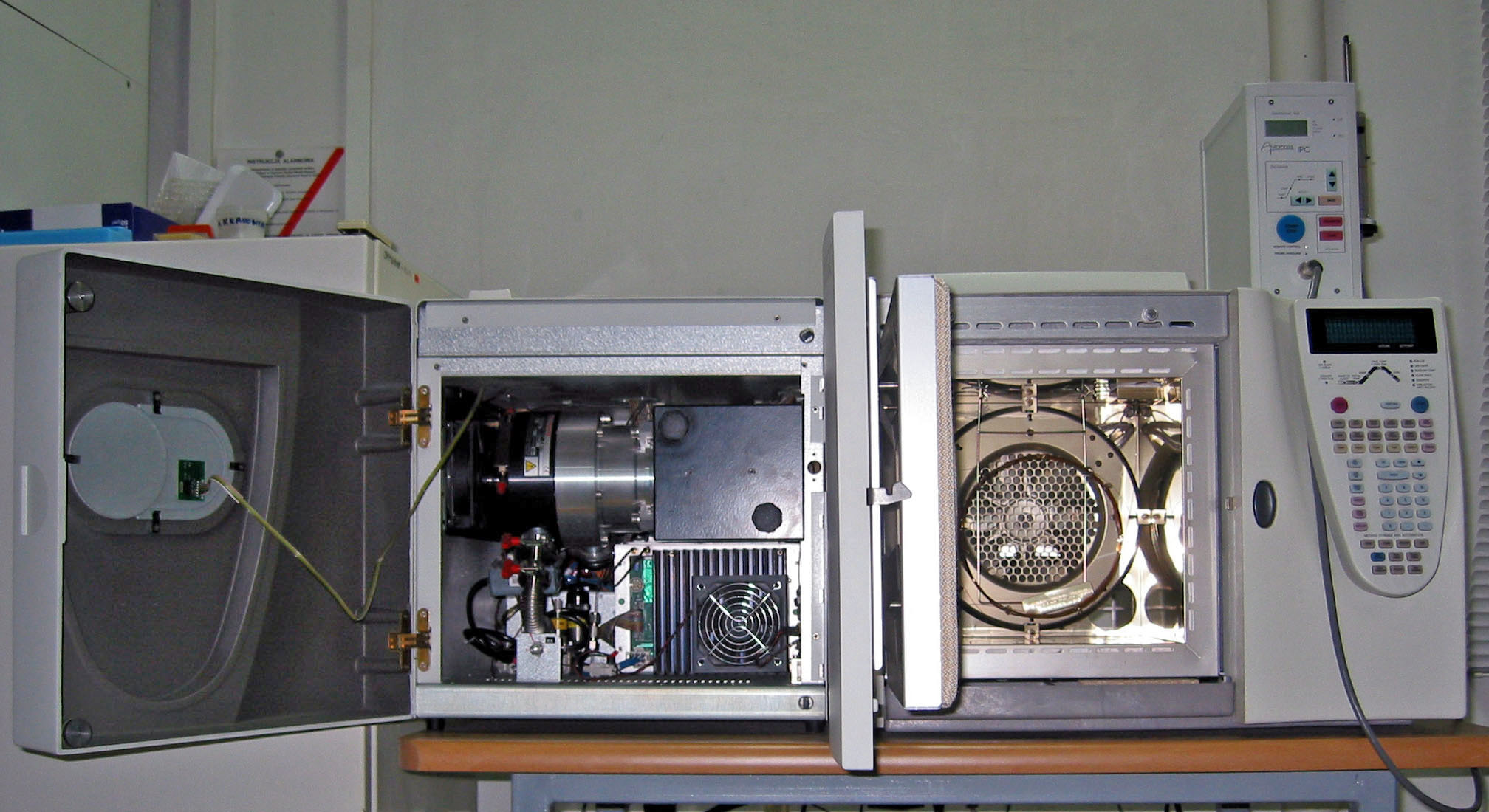
气相層析仪（右）直接耦合到质谱仪（左）

一种常见的组合是气相層析 - 质谱（GC/MS，或GC-MS）。在该技术中，气相層析仪用于分隔不同的化合物。

### 液相色谱法
与气相色谱MS（GC-MS）类似，液相色谱-质谱（LC/MS, 或LC-MS）在将化合物引入离子源和质谱仪之前进行色谱分离。

### 毛细管电泳－质谱法
毛细管电泳-质谱法（CE-MS）是一种将毛细管电泳的液体分离过程与质谱联用的技术。 CE-MS通常与电喷雾电离相结合。

### 离子迁移谱
离子迁移光谱－质谱法（IMS/MS，或IMMS）是一种技术，在引入质谱仪之前，离子首先通过一些中性气体在施加的电势梯度下通过漂移时间分离。漂移时间是相对于离子电荷的半径的量度。 IMS的工作周期（实验发生的时间）比大多数质谱技术的更长，使得质谱仪可以沿IMS分离的过程进行采样。 这以类似于液相色譜法-質譜聯用(LC-MS)的方式产生关于IMS分离和离子的质荷比的数据。

## 应用

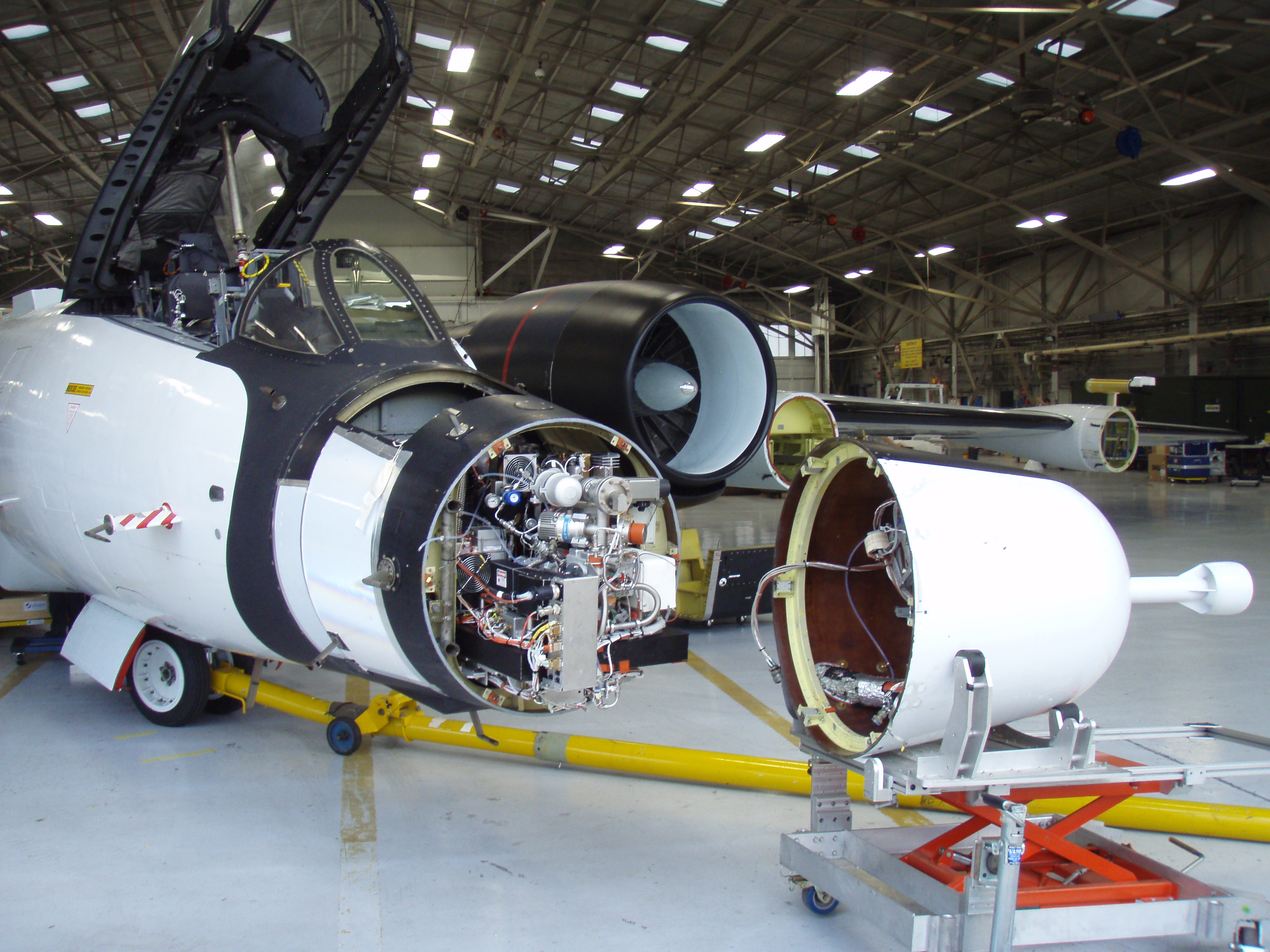
NOAA粒子分析通过激光质谱气溶胶质谱仪搭乘NASAWB-57高空研究飞机.

质谱分析法具有定性的和定量的用途。这些包括鉴定未知的化合物；确定在一个分子元素的同位素组成，和通过观察其碎片确定化合物的结构。其他用途包括量化样品中化合物的量或研究气相离子化学的基本原理（离子和中性原子在真空中的化学性质）。 质谱法现在在研究多种化合物的物理的，化学的，或生物学特性的分析实验室中是非常常见的。
作为一种分析技术，它具有明显的优势，例如：比大多数其他分析技术更高的灵敏度，因为分析仪作为质量电荷过滤器，可减少背景干扰，从特征碎片模式中获得出色的特异性，以识别未知物或确认可疑化合物的存在， 有关分子量的信息，有关元素同位素丰度的信息，时间分辨化学数据（Temporally resolved chemical data）。
该方法的一些缺点是它经常无法区分光学和几何异构体以及取代基在芳环中的o-，m- 和p- 位置的位置。 此外，其范围仅限于识别产生类似碎片离子的烃。

### 原子探针
原子探针是一种结合飞行时间质谱和场蒸发显微镜来绘制单个原子位置的仪器。

### 药物代谢动力学
由于基质（通常是血液或尿液）的复杂性质和需要高灵敏度以观察低剂量和长时间的点数据，因此通常使用质谱法研究药代动力学。 在本应用中使用的最常见的仪器是具有三重四極桿質譜儀的液相色谱法-质谱联用（LC-MS）。 通常采用串联质谱来增加特异性（added specificity）。标准曲线和内标用于样品中通常单一药物的定量。 当药物被给药，然后代谢或从体内清除的时候，样品代表不同的时间点。

### 蛋白质表征
质谱法是蛋白质表征和测序的重要方法。电离全蛋白的两种主要方法是电喷雾电离（ESI）和基质辅助激光解吸/电离（MALDI）。 为了与现有质谱仪的性能和质量范围保持一致，有两种方法用于表征蛋白质。

### 聚糖分析
质谱法（MS）以其低样品需求和高灵敏度，主要用于糖生物学，用于表征和阐明多糖(glycan)结构。质谱法为高效液相色谱法(HPLC)分析多糖提供了一种补充方法。

### 太空探险

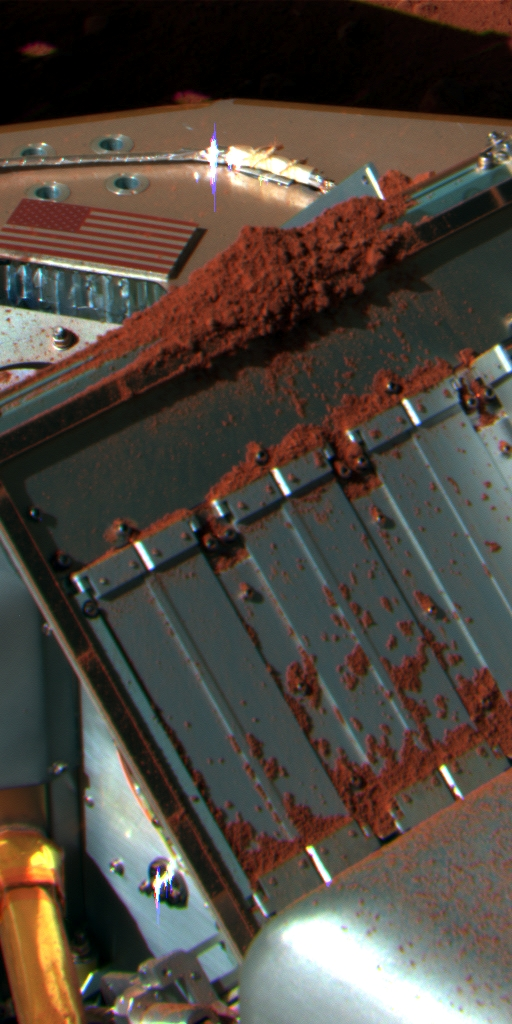
NASA 的凤凰号火星探测器使用 TEGA 質譜儀分析「玫瑰紅」溝渠的土壤樣本。

作为分析的标准方法，质谱仪已经到达其他行星和卫星。 其中两台被海盗号（英語：Viking program）带到了火星。 2005年初，卡西尼-惠更斯号任务通过最大卫星土卫六的大气层，在惠更斯号登陆探测器上递送了一种专门的GC-MS仪器。 该仪器沿其下降轨迹分析了大气样本，并且一旦探测器着陆，就能够蒸发和分析土卫六的冷冻碳氢化合物覆盖表面的样本。 这些测量结果比较了每个粒子的同位素丰度与地球自然丰度的比较。卡西尼-惠更斯號太空船上還有一台離子和中質譜儀，它一直在測量土衛六的大氣成分以及土衛二羽流的成分。 2007 年發射的凤凰号火星探测器攜帶了热释气分析仪(TEGA)質譜儀。
質譜儀也廣泛用於太空任務中測量等離子體的成分。 例如，卡西尼號太空船攜帶卡西尼等離子體光譜儀（CAPS），用於測量土星磁層中離子的質量。

### 呼吸氣體監測儀
從1975年左右到本世紀末，醫院使用質譜儀進行呼吸氣體分析。 有些可能仍在使用，但目前已经没有被生產。
它們主要出現在手術室中，是一個複雜系統的一部分，在該系統中，接受麻醉的患者的呼吸氣體樣本通過閥門機構吸入儀器中，閥門機構旨在按順序將多達32 個房間連接到質譜儀。 計算機指揮系統的所有操作。 從質譜儀收集的資料被傳送到各個房間供麻醉師使用。

## 参看
- 质谱成像（英语：Mass spectrometry imaging）
- 药物代谢动力学